# Frederik II van de Palts
Frederik II van de Palts (Burg Winzingen bij Neustadt an der Weinstraße, 9 december 1482 - Alzey, 26 februari 1556) was de derde zoon van keurvorst Filips van de Palts en Margaretha van Beieren.
Van 1502 tot 1522 was hij voogd over Otto Hendrik in het nieuw gevormde vorstendom Palts-Neuburg. In 1520 werd hij regent van Opperpalts, na het overlijden van zijn vader. Hij verplaatste de regeringsresidentie opnieuw van Amberg naar Neumarkt. Hij bleef steeds een trouw aanhanger van keizer Karel V.

## Frederik en Eleonora
Frederik en Eleonora van Habsburg, de oudste zus van de keizer, groeiden samen op aan het hof van Karels vader, Filips de Schone. Toen Frederik in 1516 33 jaar oud was en Eleonora achttien, werd ze verliefd op hem. Hij was een bekende held op toernooien en had succes bij de vrouwen. Zijn lage afkomst was voor de keizer reden genoeg om deze relatie te dwarsbomen gezien het niet paste in de Habsburgse huwelijksstrategie. Karel kon toen niet vermoeden dat Frederik later toch paltsgraaf zou worden en dus ook keurvorst. De keizer wenste voor haar een partij zodat ze koningin kon worden. Toen Karel via een van Eleonora's hofdames te weten kwam dat ze liefdesbriefjes uitwisselden, kon Karel er een bemachtigen waarin Frederik haar eeuwige liefde beloofde. Beiden moesten publiekelijk verklaren dat ze geen geheim huwelijk hadden gesloten met de belofte dat ze elkaar nooit meer zouden zien. Frederik moest het hof in Brussel verlaten en Eleonora werd beloofd aan Emanuel I van Portugal, bijna vijftig en tweemaal weduwnaar van tantes, zussen van haar moeder Johanna van Castilië. Karel nam geen risico en vergezelde haar naar Portugal.

## Frederiks latere leven
In 1535 trouwde hij met Dorothea van Denemarken (1520-1580), maar hij had geen overlevende kinderen. Dit huwelijk was opgezet door de keizer en zijn broer, de latere keizer Ferdinand I. Dorothea was de dochter van koning Christiaan II van Denemarken - die getrouwd was geweest met hun zuster Isabella van Habsburg, in 1523 afgezet en in 1532 gevangengezet door Frederik I van Denemarken tijdens de Deense Successieoorlogen - die op deze manier probeerden Frederik op de Deense troon te krijgen. Hiermee zou de Habsburgse invloed in Scandinavië opnieuw kunnen worden vergroot. Dit gebeurde tijdens de Gravenvete, een onderdeel van de Deense Successieoorlogen. Dit plan mislukte echter.
In 1544 volgde hij zijn broer Lodewijk V van de Palts op als keurvorst. Tijdens zijn bewind werd de Reformatie officieel ingevoerd in zijn gebied.

## Voorouders
| Voorouders van Frederik II van de Palts | Voorouders van Frederik II van de Palts                                  | Voorouders van Frederik II van de Palts                                  | Voorouders van Frederik II van de Palts                                  | Voorouders van Frederik II van de Palts                                  | Voorouders van Frederik II van de Palts                                     | Voorouders van Frederik II van de Palts                                     | Voorouders van Frederik II van de Palts                                       | Voorouders van Frederik II van de Palts                                       |
| --------------------------------------- | ------------------------------------------------------------------------ | ------------------------------------------------------------------------ | ------------------------------------------------------------------------ | ------------------------------------------------------------------------ | --------------------------------------------------------------------------- | --------------------------------------------------------------------------- | ----------------------------------------------------------------------------- | ----------------------------------------------------------------------------- |
| Overgrootouders                         | Lodewijk III van de Palts (1378-1436) ∞ Mathilde van Savoye (1390-1438)  | Lodewijk III van de Palts (1378-1436) ∞ Mathilde van Savoye (1390-1438)  | Amadeus VIII van Savoye (1383-1451) ∞ Maria van Bourgondië (1386-1422)   | Amadeus VIII van Savoye (1383-1451) ∞ Maria van Bourgondië (1386-1422)   | Hendrik XVI van Beieren (1386-1450) ∞ Margaretha van Oostenrijk (1395-1447) | Hendrik XVI van Beieren (1386-1450) ∞ Margaretha van Oostenrijk (1395-1447) | Frederik II van Saksen (1412-1464) ∞ Margaretha II van Oostenrijk (1416-1486) | Frederik II van Saksen (1412-1464) ∞ Margaretha II van Oostenrijk (1416-1486) |
| Grootouders                             | Lodewijk IV van de Palts (1424-1449) ∞ Margaretha van Savoye (1416-1479) | Lodewijk IV van de Palts (1424-1449) ∞ Margaretha van Savoye (1416-1479) | Lodewijk IV van de Palts (1424-1449) ∞ Margaretha van Savoye (1416-1479) | Lodewijk IV van de Palts (1424-1449) ∞ Margaretha van Savoye (1416-1479) | Lodewijk IX van Beieren (1417-1479) ∞ Amalia van Saksen (1435-1502)         | Lodewijk IX van Beieren (1417-1479) ∞ Amalia van Saksen (1435-1502)         | Lodewijk IX van Beieren (1417-1479) ∞ Amalia van Saksen (1435-1502)           | Lodewijk IX van Beieren (1417-1479) ∞ Amalia van Saksen (1435-1502)           |
| Ouders                                  | Filips van de Palts (1448-1508) ∞ Margaretha van Beieren (1456-1501)     | Filips van de Palts (1448-1508) ∞ Margaretha van Beieren (1456-1501)     | Filips van de Palts (1448-1508) ∞ Margaretha van Beieren (1456-1501)     | Filips van de Palts (1448-1508) ∞ Margaretha van Beieren (1456-1501)     | Filips van de Palts (1448-1508) ∞ Margaretha van Beieren (1456-1501)        | Filips van de Palts (1448-1508) ∞ Margaretha van Beieren (1456-1501)        | Filips van de Palts (1448-1508) ∞ Margaretha van Beieren (1456-1501)          | Filips van de Palts (1448-1508) ∞ Margaretha van Beieren (1456-1501)          |
| Frederik II van de Palts (1482-1556)    |                                                                          |                                                                          |                                                                          |                                                                          |                                                                             |                                                                             |                                                                               |                                                                               |